# Епіко
Орландо Колон (англ. Orlando Colón, нар. 24 березня 1982) - американський реслер, зараз виступає в WWE під псевдонімом Епіко. Народився в сім'ї реслерів. Племінник Карлоса Колона, двоюрідний брат Карлі Колона і Едді Колона. Пізніше увійшов разом з Прімо в команду Los Matadores.

## Незалежні промоушени
Кар'єру реслера почав у незалежних американських федераціях. Відігравав роль хілла і користувався гаслом: "Перемога за будь-яку ціну". У 2006 році перейшов у World Wrestling Council, де дебютував у масці під псевдонімом Файерблейз. Ставав чемпіоном федерації у важків вазі шість разів, і один раз - Карибським чемпіоном у важкій вазі за версією WWC. У 2009 - перейшов у Pro Wrestling Zero1. Тут не виграв жодного титулу, хоча мав можливість стати світовим чемпіоном  у важкій вазі за версією Zero1. 

## WWE
У 2010 - підписав контракт з WWE, після чого був направлений у Florida Championship Wrestling (FCW), де вперше з'явився 11 березня 2010. Згодом став командним партнером з Уніко. 4 листопада 2011 з'явився на Smackdown! , де знову об'єднався з Уніко, а потім з Прімо. Після втручання Уніко - Епіко програв Сін Карі по дискваліфікації. Разом з Прімо вони здолали братів Усо. Пізніше Тіто підписав повний контракт і став напарником Прімо. Згодом отримав право поборотися за пояси Чемпіонів командних змагань проти Air Boom (Кофі Кінгстон і Еван Борн), але програли на PPV TLC : Tables, Ladders & Chairs. 15 січня 2012 на одному з шоу WWE Колон разом зі своїм напарником виграють командне чемпіонство у Air Boom. 30 квітня програють титул Кофі Кінгстону і Р-Трусу. Потім на No Way Out 2012 билися в чотирибічному поєдинку проти Братів Усо, Тайтуса О'Ніла і Даррена Янга, Джастіна Гебріела і Тайсона Кідда. Через втручання Абрахама Вашингтона їм не вдалося перемогти стати претендентами номер один на бій за чемпіонський титул. З 30 вересня 2013 року, Епіко виступає як частина команди Лос Матадорс.

## В Реслінгу
Фінішер
- Backstabber

Улюблені прийоми
- Dropkick
- Monkey flip
- Gory special

Менеджери
- Роза Мендес
- Ель Торіто

Титули і нагороди
Florida Championship Wrestling
- FCW Florida Tag Team Championship (2 рази) - з Уніко

Pro Wrestling Illustrated
- PWI ставить його #76 з топ 500 реслерів PWI 500 у 2012

World Wrestling Council
- WWC Caribbean Heavyweight Championship (1 раз)
- WWC Puerto Rico Heavyweight Championship (6 раз)

WWE
- WWE Tag Team Championship (1 раз) – з Прімо